# 比勒洛林
比勒洛林（法語：Buhl-Lorraine，法語發音：[byl lɔʁɛn]）是法国摩泽尔省的一个市镇，属于萨尔堡-萨兰堡区。

## 地理
比勒洛林（48°43'28"N, 7°5'4"E）面积11.2 平方千米，位于法国大東部大區摩泽尔省，该省份为法国东北部内陆省份，是洛林的一部分，西南接默尔特-摩泽尔省，东临下莱茵省，北与卢森堡和德国接壤。
与比勒洛林接壤的市镇（或旧市镇、城区）包括：埃斯、尼代尔维莱尔、雷丹、萨尔堡、什内肯比什。

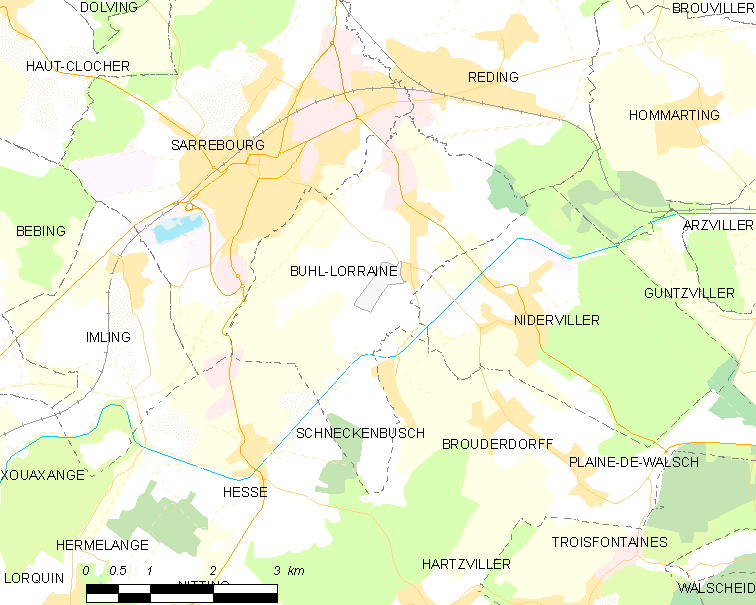
比勒洛林的OSM定位图

比勒洛林的时区为UTC+01:00、UTC+02:00（夏令时）。

## 行政
比勒洛林的邮政编码为57400，INSEE市镇编码为57119。

## 政治
比勒洛林所属的省级选区为萨尔堡县。

## 人口

1962-2008年间比勒洛林人口变化图示

比勒洛林于2022年1月1日时的人口数量为1191人。